# Cuádruple Alianza (1815)
La Cuádruple Alianza fue un tratado internacional firmado el 20 de noviembre de 1815 hasta el 1830 entre Austria, Reino de Prusia, el Imperio ruso y Reino Unido. No debe confundirse con la Cuádruple Alianza de 1834. Es un tratado de carácter político firmado en principio como un pacto de seguridad contra Francia tras las guerras napoleónicas aunque en la práctica se amplió para evitar una nueva guerra europea. Lo más novedoso de su contenido fue su sexto artículo que promovía la celebración de conferencias para llegar a acuerdos sobre los asuntos europeos. En 1818, en el Congreso de Aquisgrán, Francia se unió a los acuerdos de la Cuádruple, pasando a denominarse Quíntuple Alianza.
De esta forma surge la llamada Europa de los Congresos, que preveía la celebración periódica de conferencias tendentes a mantener la paz y hacer respetar los intereses comunes de los signatarios. Los congresos, que se desarrollan entre 1818 y 1822, discuten las medidas a tomar frente a las inquietudes y desórdenes de carácter liberal o nacionalista. Los principales congresos serán los de Aquisgrán (1818), Troppau (1820), Laibach (1821) (que autorizó la intervención austriaca en Italia) y Verona (1822). Este último congreso supuso la intervención en España de un ejército francés denominado los Cien Mil Hijos de San Luis para terminar con el Trienio liberal y restaurar el absolutismo en la persona de Fernando VII.
La aversión del gobierno británico a las políticas reaccionarias del resto de aliados supuso que la alianza cayera en la inoperancia después de mediados de la década de 1820. La muerte de la alianza se fija convencionalmente con la muerte del zar Alejandro en 1825.

## Países signatarios
Imperio austríaco 
       Reino de Prusia 
       Imperio ruso 
       Reino Unido 

## Europa y la Restauración frente a la Revolución
Tras la derrota definitiva de Napoleón en la batalla de Waterloo, en 1815, las naciones vencedoras se propusieron restaurar las monarquías y establecer entre ella un nuevo equilibrio que evitara la difusión de las ideas inspiradas en la Revolución francesa. Ese mismo año, se reunió el Congreso de Viena, en el que participaron Austria, España, Francia,  Inglaterra , Portugal, Prusia y Rusia con el objetivo de sellar ese compromiso. Este acuerdo fue reforzado con la creación de la Santa Alianza, que a fin de garantizar militarmente la defensa de los principios del absolutismo monárquico.
Sin embargo, el periodo comprendido entre 1815 y 1848 fue uno de los más agitados de la historia europea. La semilla de las ideas liberales y democráticas diseminada por la Revolución Francesa  se esparcía por todo el continente europeo. La opresión despótica de las monarquías restauradas fue el caldo de cultivo para el estallido de una ola de revoluciones en la que confluyeron los reclamos de la burguesía, de los sectores populares y de algunos pueblos con reivindicaciones nacionalistas.

En efecto, durante la primera mitad del siglo XIX, Europa atravesó un ciclo revolucionario en tres oportunidades:

### Entre 1820 y 1824
España, Portugal, Nápoles y Grecia fueron el escenario de movimientos revolucionarios que buscaban instaurar monarquías constitucionales al estilo británico, es decir, donde el poder de los reyes se viera limitado por una constitución que estableciera los derechos y deberes de gobernantes y gobernados.

### Entre 1829 y 1834
Los movimientos revolucionarios se iniciaron en Francia y, prácticamente, se extendieron a toda Europa para exigir el fin del absolutismo. En Francia, la revolución contra el rey borbón Carlos X comenzó en julio de 1830. Burgueses y obreros se lanzaron a las calles de París y exigieron la renuncia del rey. El resultado fue la instauración en Francia de una nueva monarquía de carácter constitucional, regida por el rey Luis Felipe de Orleans, que aceptó las ideas del liberalismo.
El poder pasó de manos de la aristocracia nobiliaria  a la alta burguesía integrada por industriales y banqueros. Se sancionó una nueva constitución que reconoció el derecho al voto a los sectores más acomodados e ilustrados de la población.

La baja burguesía, formada por los pequeños comerciantes, los intelectuales y los obreros, no obtuvo, en cambio, ningún beneficio de la nueva situación política y seguía exigiendo la posibilidad de votar y participar en la elección de las autoridades.

### Entre 1848 y 1870
En Francia, una delicada situación económica y el giro autoritario del gobierno de Luis Felipe provocaron otra revolución en febrero de 1848. Barricadas y banderas tricolores que evocaban los valores de la Revolución Francesa se desplegaron en todo el París. El rey huyó del país y se reconoció el sufragio universal. Sin embargo, estaba cada vez más claro que los burgueses y el proletariado no podían ir juntos, y los primeros se volvieron cada vez más conservadores. Por esta razón, en 1852, apoyaron gustosos el reemplazo de la República por el Segundo Imperio, bajo el mando de Luis Napoleón Bonaparte, sobrino de Napoleón, quien asumió el poder con el nombre de Napoleón III.